# Túmul de Genoelselderen
El túmul de Genoelselderen és un túmul gal·loromà, probablement del segle i, situat al poble de Genoelselderen, al municipi de Riemst (Limburg), a Bèlgica.
El monument, cobert de bosc i el seu entorn van ser llistats el 1980. Junt amb els vestigis d'una vil·la romana, formen els principals testimonis d'habitació durant l'època romana a Genoelselderen.